# Walter Aßmann
Walter Aßmann (22 de julho de 1896 - 1 de maio de 1964) foi um oficial alemão que serviu na  durante a Segunda Guerra Mundial. Foi condecorado com a Cruz de Cavaleiro da Cruz de Ferro.